# فارغو (جورجيا)
فارغو (بالإنجليزية: Fargo, Georgia)‏ هي مدينة تقع في مقاطعة كلينتش، جورجيا بولاية جورجيا في الولايات المتحدة. تبلغ مساحة هذه المدينة 4.5 (كم²)، وترتفع عن سطح البحر 34 م، بلغ عدد سكانها 321 نسمة في عام 2010 حسب إحصاء مكتب تعداد الولايات المتحدة.

## أعلام
- فيرجينيا لانيير
- بوريس لي

## وصلات خارجية
- Cities & Counties - Georgia.gov